# Heckeldora ledermannii
Heckeldora ledermannii är en tvåhjärtbladig växtart som först beskrevs av Hermann August Theodor Harms, och fick sitt nu gällande namn av J.J.de Wilde. Heckeldora ledermannii ingår i släktet Heckeldora och familjen Meliaceae. Inga underarter finns listade i Catalogue of Life.